# Auger de Balben
Auger de Balben (ook genoemd Otgerius, Augerius Balbensis, Rogerus Balben) (overleden: 1162) was vanaf ca. 1160 tot 1162 de derde grootmeester van de Orde van Sint-Jan van Jeruzalem. (Ook wel de Hospitaalridders genoemd, tegenwoordig bekend als de Orde van Malta.) Hij kwam vermoedelijke net zoals zijn voorgangers uit de Provence.
Auger is erg succesvol geweest in de vrede van de kerk en staat. Zo bemiddelde hij tussen paus Alexander III en tegenpaus Victor IV (Octavianus). Hij had meer succes in het verenigen van de kerk in Palestina. Na de dood van koning Boudewijn III in 1162 wist hij door diplomatieke interventie een burgeroorlog te voorkomen na de troonsbestijging van Amalrik I. In datzelfde jaar overleed Auger en werd opgevolgd door Arnaud de Comps.
Onder zijn bewind en die van zijn twee opvolgers werd de Orde ook in Spanje gesticht.